# Mnesarete devillei
Mnesarete devillei är en trollsländeart som först beskrevs av Selys 1880.  Mnesarete devillei ingår i släktet Mnesarete och familjen jungfrusländor. Inga underarter finns listade i Catalogue of Life.